# Carcinoma ductal in situ
Carcinoma ductal in situ (CDIS), também denominado carcinoma intraductal, é uma lesão cancerosa pré-maligna ou não invasiva da mama. O CDIS é classificado como estágio 0. Raramente produz sintomas ou nódulos que se possam sentir durante a palpação, sendo geralmente detectado através de mamografia.
O CDIS corresponde à presença de células anormais no revestimento de um ou mais ductos lactíferos na mama. In situ significa "no local" e refere-se ao facto de as células anormais não se terem expandido para além do ducto mamário para um dos tecidos mamários envolventes. "Pré-maligno" refere-se ao facto de não se ter ainda tornado um cancro invasivo. Em alguns casos, o CDIS pode-se tornar invasivo e espalhar para outros tecidos, mas não é possível distinguir quais as lesões que permanecem estáveis sem tratamento e quais é que se tornam invasivas. O CDIS engloba um amplo espectro de doenças, desde tumores de baixo grau que não apresentam risco de vida, até lesões de alto grau e agressivas que colocam a vida em risco.
O CDIS é classificado de acordo com o padrão estrutural das células (micropapilares, papilares, sólidos e cribiformes), grau do tumor (alto, intermédio e baixo) e presença ou ausência de histologia de comedo. O CDIS pode ser detectado em mamografias ao examinar pequenas manchas de cálcio denominadas microcalcificações. Como é possível existirem grupos suspeitos de microcalcificações mesmo na ausência de CDIS, em alguns casos pode ser necessário realizar biópsia para concluir um diagnóstico.
Cerca de 20 a 30% dos CDIS que não recebem tratamento evoluem para cancro da mama. O CDIS é o tipo mais comum de pré-cancro em mulheres. Não existe ainda um consenso se, para efeitos de estatística, o CDIS deve ser considerado cancro. Algumas publicações incluem o CDIS quando contabilizam os casos de cancro da mama, enquanto outras não.